# جیانی فابیانو
جیانی فابیانو (انگلیسی: Gianni Fabiano؛ زادهٔ ۹ ژوئیهٔ ۱۹۸۴) بازیکن فوتبال اهل ایتالیا است.
از باشگاه‌هایی که در آن بازی کرده‌است می‌توان به باشگاه فوتبال کومو، باشگاه فوتبال پرو ورچلی، باشگاه فوتبال کارپی، و باشگاه فوتبال پارما اشاره کرد.